# Margherita Boniver
Margherita Boniver, née le 11 mars 1938 à Rome, est une femme politique italienne.
Membre du Parti socialiste italien, elle siège à la Chambre des députés de 1987 à 1992 et de 2006 à 2013, au Parlement européen de 1987 à 1989 et au Sénat de 1980 à 1983 et de 1992 à 1994. Elle est ministre pour les Italiens de l'étranger et l'Immigration au sein du gouvernement Andreotti VII de 1991 à 1992 et ministre du Tourisme  au sein du gouvernement Amato I de 1992 à 1993.